# Corbellaria celtiberica
Corbellaria celtiberica is een slakkensoort uit de familie van de Hydrobiidae. De wetenschappelijke naam van de soort is voor het eerst geldig gepubliceerd in 2012 door Callot-Girardi & Boeters.